# Медаль Кантора
Медаль Кантора (нем. Georg-Cantor-Medaille) — награда Немецкого математического общества (DMV). Названа в честь основателя общества — Георга Кантора, вручается не чаще одного раза в два года на ежегодном съезде общества. Вручается выдающимся немецкоязычным математикам и математикам, получившим важные результаты, работая в Германии. К числу последних относятся Жак Титс и Юрий Манин.

## Награждённые
- 1990 — Карл Штайн?! (нем. Karl Stein)
- 1992 — Юрген Курт Мозер
- 1994 — Эрхард Хайнц (нем. Erhard Heinz)
- 1996 — Жак Титс
- 1999 — Фолькер Штрассен
- 2002 — Юрий Иванович Манин
- 2004 — Фридрих Хирцебрух
- 2006 — Ханс Фёльмер (нем. Hans Föllmer)
- 2008 — Ханс Грауэрт
- 2010 — Матиас Крек (нем. Matthias Kreck)
- 2012 — Михаэль Струве (нем. Michael Struwe)
- 2014 — Герберт Спон (нем. Herbert Spohn)
- 2017 — Герд Фальтингс
- 2019 — Элен Эсно
- 2021 — Мартин Грётшель (англ. Martin Grötschel)